# Ömer Bayram
Ömer Bayram (* 27. Juli 1991 in Breda) ist ein niederländisch-türkischer Fußballspieler, der aktuell für Amed SK spielt.

## Spielerkarriere

### Vereine
Bayram kam als Sohn türkischer Einwanderer in Breda zur Welt. Beide Elternteile stammten aus der Provinz Kayseri. Mit dem Vereinsfußball begann er in seiner Geburtsstadt beim Amateurverein PCP Breda. Bereits ein Jahr später wechselte er dann in die Jugend von Baronie van Breda. Auch hier blieb er lediglich eine Spielzeit lang. Auf Bayram wurden die Talentscouts des Erstligisten NAC Breda aufmerksam und holten ihn in ihre Jugend. Nachdem Bayram vier Spielzeiten hier gespielt hatte, wurde er auch am Training der Profis beteiligt. So kam es, dass er auch bei einigen Ligaspielen auf der Reservebank saß. Sein Debüt für die Profimannschaft machte er am 26. März 2010 während einer Eredivisie-Begegnung gegen ADO Den Haag. In bis zum Saisonende kam er auf vier Einsätze. Die nachfolgende Saison verlief ähnlich, wobei er die Anzahl seiner Einsätze leicht steigern konnte. In der Saison 2011/12 gelang ihm der endgültige Durchbruch und damit der Stammplatz in der Profimannschaft. Bis zum Saisonende absolvierte er 30 Ligaspiele und erzielte dabei fünf Treffer. Durch diese Leistungen wurde er für die zweite Auswahl der Türkischen Nationalmannschaft nominiert.
Auf ihn wurden mehrere türkische Erstligisten aufmerksam. Bayram entschied sich für die Mannschaft der Heimat seiner Eltern und wechselte im Sommer 2012 zu dem zentralanatolischen Verein Kayserispor. Zur Saison 2016/17 wechselte er zum Ligarivalen Akhisar Belediyespor. Dort spielte Bayram bis Ende August 2018. Während dieser Zeit wurde er in der Saison 2017/18 zum ersten Mal Türkischer-Fußballpokal-Sieger und Türkischer Fußball-Supercup-Sieger. Am 31. August 2018 wechselte er zu Galatasaray Istanbul. Galatasaray bezahlte eine Ablöse in Höhe von 400.000 Euro. Nach vier Jahren im Gelb-Roten-Trikot wurde der Vertrag von Bayram mit Galatasaray Istanbul. Während seiner Zeit bei Galatasaray wurde der Abwehrspieler türkischer Meister und Pokalsieger. Am 8. September 2022 wechselte er in die zweite türkische Liga zu Eyüpspor. Im Sommer 2024 schloss er sich dem Zweitligisten Amed SK an.

### Nationalmannschaft
Bayram wurde im März 2009 für die türkische U-18-Nationalmannschaft nominiert und debütierte für diese am 1. April 2009 ausgerechnet bei einem Freundschaftsspiel gegen die niederländische U-18. Für die türkische U-18 absolvierte er im gleichen Jahr vier weitere Begegnungen. Im Juni 2011 wurde Bayram das erste Mal für die zweite Auswahl der Türkischen Nationalmannschaft und bestritt hier sein Länderspieldebüt am 1. Juni 2011 beim 3:0-Sieg gegen zweite Auswahl Libanons. 2012 spielte er bei einem Freundschaftsspiel gegen die Dänische U-21 das erste Mal für die Türkische U-21-Nationalmannschaft. Nachdem Bayram bei seinem Verein über längere Zeit zu überzeugen wusste, wurde er im Rahmen zweier A-Länderspiele zum ersten Mal in seiner Karriere im März 2018 vom Nationaltrainer Mircea Lucescu in das Aufgebot der türkischen Nationalmannschaft nominiert.

## Erfolge
Mit Akhisarspor
- Türkischer Fußballpokal: 2018
- Türkischer Fußball-Supercup: 2018

Mit Galatasaray Istanbul
- Türkischer Meister: 2019
- Türkischer Fußballpokal: 2019